# Grace Cooper
Grace Cooper (19 de julio de 2002) es una deportista de Estados Unidos que compite en natación. Ganó dos medallas de oro en el Campeonato Mundial Junior de Natación de 2019, en las pruebas de 4 × 100 m libre y 4 × 100 m libre mixto.